# Macrostemum marabe
Macrostemum marabe is een schietmot uit de familie Hydropsychidae. De soort komt voor in het Afrotropisch gebied.